# Olcella neotropica
Olcella neotropica är en tvåvingeart som först beskrevs av Becker 1912.  Olcella neotropica ingår i släktet Olcella och familjen fritflugor. Inga underarter finns listade i Catalogue of Life.